# Túrin Turambar
Túrin Turambar je lik iz mitološkega sveta angleškega pisatelja J.R.R. Tolkiena. Prvič se pojavi v zgodbi »Turambar and the Foalókë«, ki je bila objavljena v zbirki Knjiga izgubljenih zgodb leta 1984. Zgodba govori o tragični usodi Húrinovih otrok, Túrina in njegove sestre Niënor (imenovano tudi Níniel). V celoti je bila zapisana v romanu Povest o Hurinovih otrocih, ki ga je dokončal Tolkienov sin Christopher in izdal leta 2007.
Túrin Turambar je sin Húrina in Morwen. Je eden najbolj tragičnih likov v Tolkienovi mitologiji. Pisatelj ga je zasnoval po Kullervu, tragičnem junaku iz finskega mitološkega epa Kalevala. Je človek iz prve dobe Srednjega sveta, katerega družino je preklel Melkor, ultimativni antagonist. V poskusu kljubovanja prekletstvu je Túrin pogubil več človeških in vilinskih utrdb (npr. Nargothrond), na koncu pa še sebe in svojo sestro Niënor (saj se z njo poroči, ne da bi vedel, da je njegova sestra).
Imel je tudi sestro Urwen, ki jo je klical Lalaith (po potoku Nern Lalaith).
Bežno je omenjen tudi v seriji Gospodar prstanov, a le kot »mogočni prijatelj starodavnih Vilinov« in »močan vojščak«.
Turambar  v visoki vilinščini pomeni Gospodar usode. 
Imenovali so ga tudi Neithan (med bivanjem med izobčenci; pomeni Ki mu je storjena krivica); Agarwaen (pomeni S krvjo omadeževani; sin Úmarth - sin Zle sreče); Mormegil (Črnmeč, zaradi meča Anglahela, ki ga je dobil od Belega. Kasneje ga je preimenoval v Gurthang - Železo smrti); Adanedhel; Thúrin (pomeni Skrivnost; tako ga je poimenovala Finduilas).
Njegov prvi (v otroških letih) najboljši prijatelj je bil Sador, ki ga je klical tudi Labadal